# Santiago Benítez
Santiago Benítez (1903 - 1997) fou un futbolista paraguaià.

## Selecció del Paraguai
Va formar part de l'equip paraguaià a la Copa del Món de 1930.